# Pernes-les-Fontaines
Pernes-les-Fontaines este o comună în departamentul Vaucluse din sud-estul Franței. În 2009 avea o populație de 10.454 de locuitori.

## Evoluția populației
| An        | 1975  | 1982  | 1990  | 1999   | 2006   | 2009   |
| --------- | ----- | ----- | ----- | ------ | ------ | ------ |
| Populație | 6.088 | 6.961 | 8.304 | 10.170 | 10.410 | 10.454 |